# Andreas Kunz
Andreas Kunz (ur. 24 lipca 1946 w Lipsku, zm. 1 stycznia 2022 tamże) – niemiecki dwuboista klasyczny reprezentujący Niemiecką Republikę Demokratyczną, brązowy medalista olimpijski.

## Kariera
Swój największy sukces w karierze odniósł podczas X Zimowych Igrzysk Olimpijskich w Grenoble w 1968. W zawodach indywidualnych awansował z dziesiątej pozycji, którą zajmował po skokach na trzecie miejsce po biegu. Wyprzedzili go tylko – reprezentant Republiki Federalnej Niemiec Franz Keller oraz Alois Kälin ze Szwajcarii. W tym samym roku został wicemistrzem kraju, a rok później zdobył brązowy medal mistrzostw Niemieckiej Republiki Demokratycznej.
Z powodu nacisków politycznych Andreas Kunz został zmuszony zakończyć karierę już w 1970. Powodem było to, iż utrzymywał kontakty ze swoim kolegą z reprezentacji Ralphem Pöhlandem, który w 1968 uciekł z Niemieckiej Republiki Demokratycznej do Republiki Federalnej Niemiec. Związek narciarski Niemieckiej Republiki Demokratycznej zakazał mu trenowania w klubie SV Dynamo Klingenthal. Wrócił wtedy do rodzinnego Lipska, gdzie między innymi pracował jako trener.

## Osiągnięcia

### Igrzyska olimpijskie
| Miejsce | Dzień     | Rok  | Miejscowość | Konkurencja              | Czas biegu | Strata    | Zwycięzca    |
| ------- | --------- | ---- | ----------- | ------------------------ | ---------- | --------- | ------------ |
| 3.      | 12 lutego | 1968 | Grenoble    | Indywidualnie K-90/15 km | 449.04 pkt | -4.94 pkt | Franz Keller |